# Palazzo di Ishak Pascià

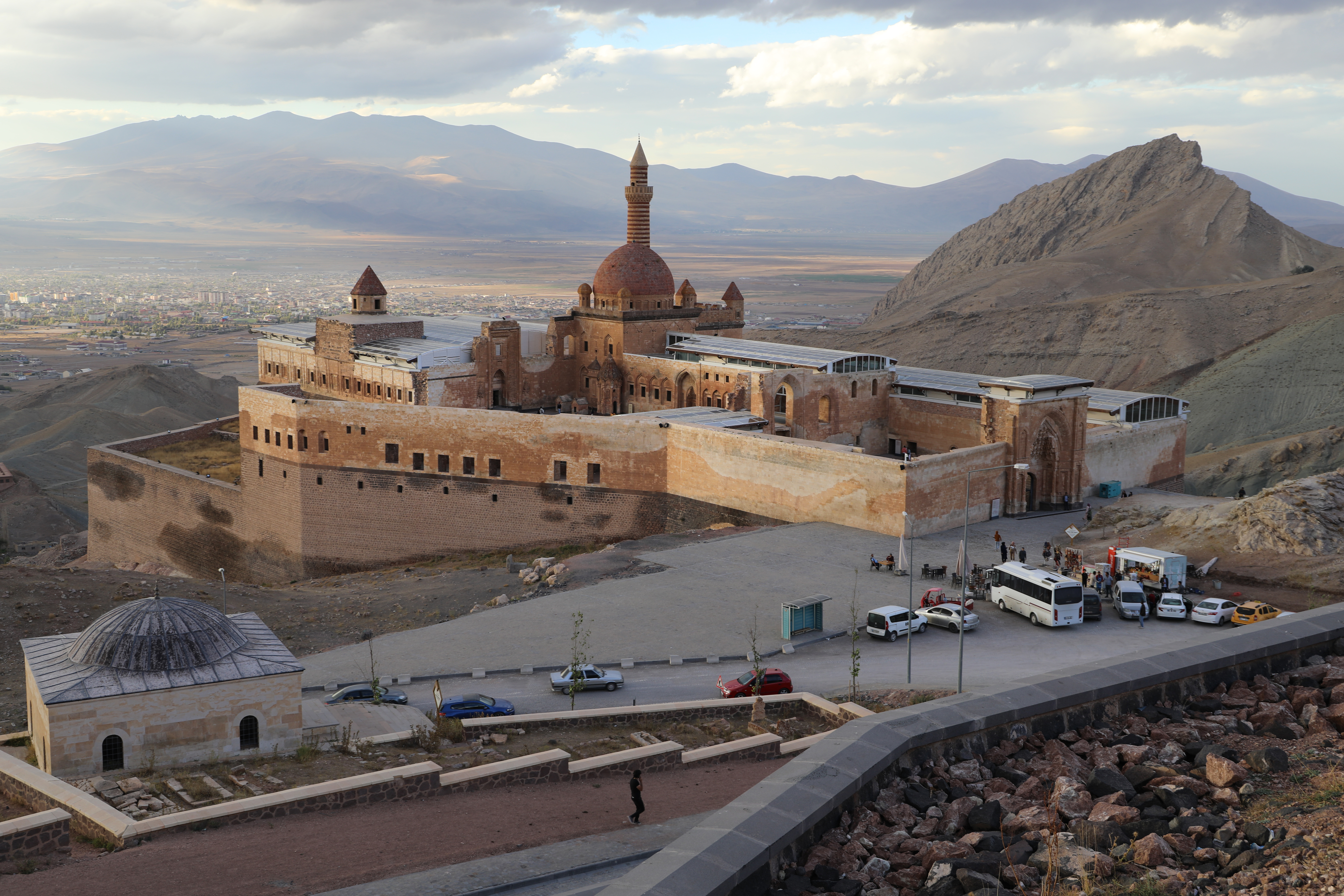
Veduta esterna

Il palazzo di Ishak Pasha (in turco: İshak Paşa Sarayı) è un palazzo in semi-rovina, e un complesso amministrativo, che si trova nel distretto di Doğubeyazıt, provincia di Ağrı nella Turchia orientale.
Il palazzo di Ishak Pasha è un palazzo del periodo ottomano la cui costruzione fu iniziata nel 1685 dal bey della provincia di Beyazit Colak Abdi Pasha dei Cildirogullari, una famiglia di pascià ereditari imparentati con la casata dei Jaqeli. La costruzione fu continuata da Ishak Pasha, un discendente di Abdi Pasha, che avrebbe dato il suo nome al palazzo, e divenne il pascià dell'Eyalet di Childir dal 1790 al 1791. Secondo l'iscrizione sulla sua porta, l'Harem del palazzo fu completato da Ishak Pasha nel 1784.
Il palazzo di Ishak Pasha è uno dei pochi esempi di palazzi storici turchi sopravvissuti.